# 家柄
家柄（いえがら）とは、先祖からの家すじを意味する。家格と同義とされることもある。

## 家柄とは
家柄とは、個々の家に対して貴賎の社会的格付けを行うための基準とされている特有の評価観念である。「家」とは本来は血縁者（一部には使用人を含める）を中心として家産を維持するために結成され、世代を超えて継承・再生産されるものであり、家の継承・再生産を最優先とする家意識の元に社会的・法的制度にまで高められたのが近代の家制度であった。
日本社会では、古来より氏姓が重視されて貴種敬重・累代永続の価値観が強く、氏姓そのもの貴賎は勿論のこと、本末・血縁上の貴賎、社会的身分や地域における歴史、更に政治力や財力も絡み合って成立した。特に君主や領主を中心に階層的な身分構造が形成され、更に身分が祖先から子孫に世襲されていた封建時代において、その氏族ないし家系の血筋の貴賎を表すために重視された。
祖先からの血筋という意味においては家系とも共通した概念であるが、今日的な家柄の概念は本来的な血筋の観念から家庭環境や職業、学力、経済力の水準をも含む広い捉えられ方をされることも多い。

## 日本における家柄
日本では、5世紀以降、朝廷の起源たるヤマト政権が、近畿を中心に有力氏族の連合による統治を行っていたが、豪族の勢力により、大臣や大連をはじめとした姓により、氏族の優劣を定めていた。飛鳥時代、聖徳太子の時代に、冠位十二階が定められ、後に律令制に基づく官位制が制定される段階で、既存の有力氏族とその子弟に独占されてきた旧態を改め、官職を能力に応じて位を授ける位階の制度が成立し、実力主義的な官吏の登用が可能とされたが、実際には有力氏族は大きな力を持ち、蔭位の制により、有力貴族の子女の叙位任官を優遇することが制度化されていた。特に天皇の外戚としての地位を得た藤原氏をはじめ、皇親勢力たる源氏・平氏・藤原氏・橘氏（この四氏はいわゆる本姓）、菅原氏、紀氏、大江氏、在原氏及び古代からの名族たる伴氏が高い官位を得た。その後、他氏排斥に成功し朝廷を支配した藤原氏をはじめ、源氏や平氏などが公卿ないし武士として大成し、公家ないし武家としての格式が定まり、叙位任官も家柄に基づき、婚姻も同じ位を有する家系同士の間で行われるようになった。
特に平安時代から鎌倉時代にかけては、公卿や武士を中心に出自や祖先伝来の武勲に基づく格式が形成されるようになり公家・武家双方において次第に家格が明確化されていく中で、叙位任官はもちろん、婚姻においても自家と同等家格か、その上下に位する家系となされることが多くなって行った。
だが、南北朝・戦国の2つの内乱を挟んだ中世後期の300年間にそれ以前の家柄・家格のほとんどが一旦は崩壊している。皇室や家系を古代にまで遡れる一部の公家・武家を除いてはこの時代に多くの既存の支配層の家系が没落・断絶しており、安土桃山時代から江戸時代初期にかけて封建制度の再建が行われる過程で新たな家柄・家格の秩序も構築された。支配層（特に織田・豊臣・徳川政権下で新たに成立した大名家など）の中には家系図を偽造してでも中世以前にまで家系をつなげようとした者もあったと言われているが、現在の日本人が意識できる「家」そのもの及び家意識の原点と言うべき「創始者」をたどっていくと、ほとんどの場合は中世後期の300年間が上限であり、この時期の人物をそれぞれの家の「創始者」もしくは「御先祖様」としている例が多い。
明治時代に四民平等が導入された後、華族・士族・平民間の通婚が可能になり、また士族には特権が伴わなくなり、実質的に平民と変わらない存在となったことから、大半の国民は既存の身分制から解放されたといえるが、皇室と華族については貴族院議員資格を有するなど法的特権が残った。
また社会的には伝統的な評価に代わる新たな家柄の評価も見られるようになった。たとえば、財力や学歴であったり、地主と小作人の関係などである。しかし全体としては近代以降は人物評価にあたっての家柄の重みは減少傾向にある。
戦後は華族、士族、平民の別が廃され、皇室を除いて国民間の法的区別はなくなった。
現在、人物評価にあたって家柄を重んじる風潮はさほど強くはないと考えられるが、伝統芸能の世界や政界、中小企業など世襲が強いと言われる社会も依然として存在している。
本来的な家柄の概念は、氏族としての家系を指したが、現在は家族の職業や社会的地位、学力、経済力の水準といった家庭環境を以ってとらえられることもある。